# Federação Portuguesa de Rugby
Portugalska Federacja Rugby (FPR) – ogólnokrajowy związek sportowy, działający na terenie Portugalii, posiadający osobowość prawną, będący jedynym prawnym reprezentantem portugalskiego rugby 15-osobowego i 7-osobowego, zarówno wśród mężczyzn, jak i kobiet we wszystkich kategoriach wiekowych w kraju i za granicą.
Odpowiedzialna jest za prowadzenie portugalskich drużyn narodowych, a także za szkolenie zawodników oraz organizowanie krajowych rozgrywek ligowych i pucharowych.
Powstała w 1927 roku, w roku 1934 została członkiem założycielem FIRA, natomiast członkiem IRB została w roku 1988. Jest również uznawana przez Komitet Olimpijski Portugalii.